# Håøya (Nøtterøy)
59°10′45″N 10°21′20″Ø / 59.17917°N 10.35556°Ø
Håøya er en ø i Nøtterøy kommune i Vestfold og Telemark fylke i Norge. Den ligger i Vestfjorden, vest for øen Nøtterøy og nord for Veierland. Frem til 1. januar 1901 tilhørte den Stokke kommune.
Håøya fort blev brugt til at forsvare Marinens reservehavn i Melsomvik mod svenskerne i perioden før og omkring 1905. Der var det både kanoner og udlagt miner. Fæstningen blev også brugt som værn for norsk neutralitet under første verdenskrig.
Den 12. april 1940 blev fæstningen overgivet til tyskerne, og de brugte øen til ubådeksperimenter under hele anden verdenskrig.
Forsvaret indstillede sin militære virksomhe på Håøya i 1963.
Håøya var i nogle år feriekoloni for Oslo kommune, og er i dag feriecenter for personel i Forsvaret.